# Renfrew Castle
Renfrew Castle ist eine abgegangene Niederungsburg im Royal Burgh Renfrew in der schottischen Council Area Renfrewshire beziehungsweise der gleichnamigen traditionellen Grafschaft. Die Burg lag an der Mündung des White Cart Water in den Clyde. Walter fitz Alan ließ im 12. Jahrhundert eine Burg auf einer ehemaligen Flussinsel namens King’s Inch errichten. Sie wurde im 13. Jahrhundert durch eine andere Burg an der Straße zur Fähre über den Clyde ersetzt, die unter König Robert II. zu einer königlichen Burg wurde. Im 15. Jahrhundert ließ Sir John Ross auf dem Gelände auf King’s Inch in den Ruinen der alten Burg Inch Castle errichten. Beide Burgen wurden im 18. Jahrhundert abgerissen und heute ist oberirdisch nichts mehr davon erhalten.

## Geschichte

### Burg aus dem 12. Jahrhundert
King’s Inch war früher eine Insel im Fluss Clyde und gehörte zu den Ländereien, Walter fitz Alan (1106–1177) von König David I. Mitte des 12. Jahrhunderts zugesprochen bekam, als er auch zum ersten erblichen High Steward of Scotland ernannt wurde. Die Burg bestand aus Holz und hatte steinerne Fundamente; vermutlich war sie eine Motte. Die strategische Aufgabe der Burg war die Verhinderung der Ausdehnung der Lordschaft von Somerled in Argyll und auf den Inseln nach Osten.

### Renfrew Castle
Im 13. Jahrhundert ließ die Familie Stewart, Abkömmlinge von Walter fitz Alan, eine neue Residenz am Nordende der alten High Street von Renfrew erbauen. Diese Burg wird James Stewart, 5. High Steward of Scotland († 1309), zugeschrieben.
In den schottischen Unabhängigkeitskriegen wurde sie von den Engländern eingenommen und König Eduard I. von England verlehnte Renfrew 1301 an Henry de Lacy, 3. Earl of Lincoln. 1310 ordnete König Eduard II. von England an, Burg und Royal Burgh zu plündern, nachdem er eine Nacht in der Burg verbracht hatte. Renfrew wurde dann 1332 von Edward Balliol an seinen Unterstützer David Strathbogie vergeben. Später nahmen die Stewart Renfrew Castle mit Hilfe von Sir Colin Campbell of Lochow wieder ein.
Robert Stewart, 7. High Steward of Scotland, soll auf Renfrew Castle geboren worden sein. Mit seiner Ernennung zum König 1371 wurde die Burg zur königlichen Residenz. Etliche Monarchen besuchten die Burg, darunter auch Jakob IV., der dort übernachtete, als er Paisley Abbey besuchte.
Im 18. Jahrhundert wurde die Burg abgerissen und die Bausteine zum Bau einer Seifenfabrik benutzt. Diese wurde dann durch Castlehill House ersetzt, das seinerseits wieder abgerissen wurde. Heute ist das Gelände ein Spielplatz, der von moderner Bebauung umgeben ist. Das Grundstück wird heute Castlehill Gardens genannt und es gibt dort einen niedrigen Mound, aber Ausgrabungen im Jahre 1997 förderten keine Beweise für die Existenz einer Burg mit Ausnahme von Tonscherben zutage, die auf das 12.–14. Jahrhundert datiert werden.

### Inch Castle
Ende des 15. Jahrhunderts wurde King’s Inch an Sir John Ross verlehnt, der eine neue Burg in den Ruinen von Walter fitz Alans Motte bauen ließ. Dieses Inch Castle bewohnte die Familie Ross bis 1732 und 1760 wurde es an Andrew Spiers aus Elderslie verkauft. Spiers wiederum ließ die Burg 1777 abreißen und Elderslie House errichten, das dann 1924 abgerissen wurde. Elderslie House hatte vier Stockwerke und war von Staffelgiebeln gekrönt. In der Mitte gab es einen Treppenturm, der über dem 1. Obergeschoss ansetzte.
King’s Inch ist heute keine Insel mehr, sondern bildet das südliche Ufer des Clyde, und im 20. Jahrhundert wurde das Kraftwerk Braehead auf dem Gelände errichtet. Auch dieses Kraftwerk wurde inzwischen abgerissen und so kennt man heute den genauen Standort von Inch Castle nicht mehr. Es lag wohl irgendwo im heutigen Gewerbegebiet Braehead. Bei Untersuchungen fand man im Jahre 2005 die Fundamente von Elderslie House sowie Reste, die von der Burg aus dem 15. Jahrhundert stammen könnten.